# المرض إكس

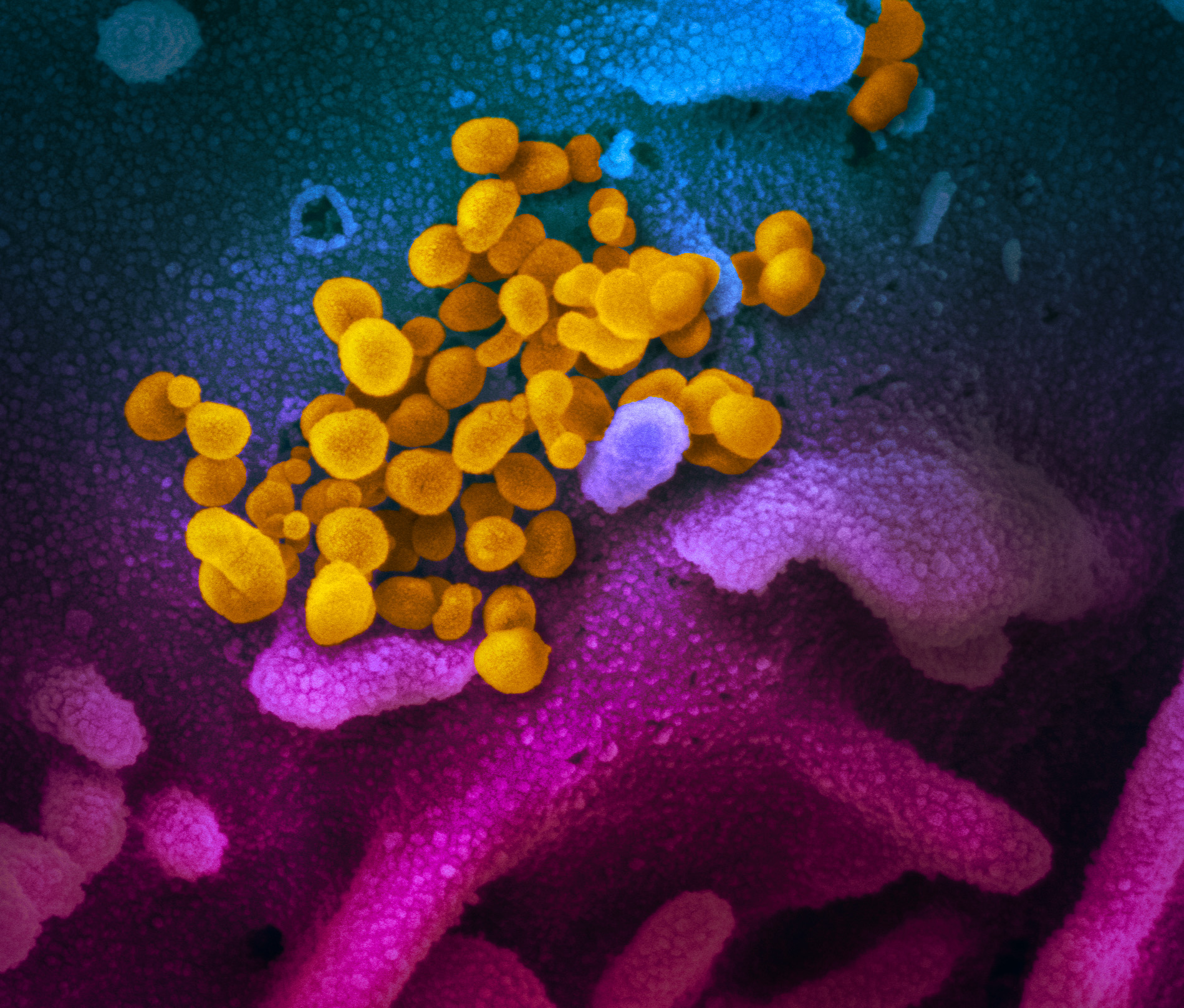

المرض إكس (بالإنجليزية: Disease X)‏، هو اسم عنصر نائب اعتمدته منظمة الصحة العالمية (WHO) في فبراير 2018 لأي مُمْرِض جديد غير معروف قد يسبب المرض وربما يتسبب في حدوث وباء في المستقبل.

## الاعتماد
اعتمد المسمى في 7 فبراير 2018، تمت إضافة المرض إكس إلى قائمة منظمة الصحة العالمية لأمراض المخطط الأولية كعنصر نائب لـ «معروف ومجهول» ("knowable unknown"). كان الغرض من العنصر النائب هو الاعتراف بإمكانية حدوث وباء جديد ناجم عن مُمْرِض غير معروف وإعداد مقدرات البحث والتطوير اللازمة للاستجابة.

## المرشحون
أثار إنشاء منظمة الصحة العالمية للمصطلح في حالة من الذعر الإعلامي والتكهنات حول الأمراض التي يمكن أن توصف بأنها «مرض إكس»، على الرغم من أن منظمة الصحة العالمية حددت المصطلح كمفهوم، ولا تشير إلى أي مرض بعينه.

### أسلحة بيولوجية
كانت التكهنات الإعلامية السائدة هي أنه يمكن إنشاؤه عن قصد كسلاح بيولوجي.

### حيواني
تكهن العلماء أنه من المرجح أن مرض حيواني المنشأ. تقدر المراكز الأمريكية لمكافحة الأمراض والوقاية منها (CDC) أن ثلاثة أرباع الأمراض الجديدة أو الناشئة التي تصيب البشر تنشأ في الحيوانات. وتصف كيت جونز [الإنجليزية]، رئيسة قسم البيئة والتنوع البيولوجي في كلية جامعة لندن، الأمراض المعدية الناشئة عن الحيوانات بأنها «تهديد متزايد وهام للغاية للصحة والأمن والاقتصاد العالمي». على نحو متزايد، كما تقول جونز، ترتبط هذه الأمراض الحيوانية بالتغير البيئي والسلوك البشري. إن تعطل الغابات البكر المدفوعة بقطع الأشجار والتعدين وبناء الطرق من خلال الأماكن النائية والتحضر السريع والنمو السكاني يجعل الناس على اتصال أوثق مع الأنواع الحيوانية التي ربما لم يكونوا قريبين من قبل. وتقول إن انتقال الأمراض الناتج عن الحياة البرية إلى البشر أصبح الآن «تكلفة خفية للتنمية الاقتصادية البشرية».

### كوفيد-19
بعد بداية جائحة فيروس كورونا 2019–20، تكهن الخبراء ما إذا كان كوفيد-19 هو المرض إكس. في فبراير 2020، كتب ماريون كوبمانز، رئيس علم الفيروسات في المركز الطبي بجامعة إيراسموس في روتردام، وعضو لجنة الطوارئ التابعة لمنظمة الصحة العالمية في مجلة الخلية (Cell) ‏، «أصبح هذا التفشي سريعًا أول تحدٍ حقيقي للوباء يناسب فئة المرض إكس».

## روابط خارجية
- Prioritizing diseases for research and development in emergency contexts منظمة الصحة العالمية (2018)